# Philipp Ludwig Statius Müller
Philipp Ludwig Statius Müller (ur. 25 kwietnia 1725 Esens, zm. 5 stycznia 1776 w Erlangen) – niemiecki zoolog, teolog. Profesor przyrody w Erlangen. W latach 1773–1776 przetłumaczył na niemiecki i opublikował Systema Naturae Linneusza. W 1776 roku wydany został suplement obejmujący nowo poznane gatunki, między innymi gwanako andyjskie, diugonia, lori potto, czaplę trójbarwną, kakadu filipińską i kakadu białą.